# The New Look (série de televisão)
The New Look é uma série de televisão via streaming de drama biográfico norte-americana, criada por Todd A. Kessler para a Apple TV+. Sua estreia ocorreu em 14 de fevereiro de 2024. Uma segunda temporada está em desenvolvimento.

## Premissa
A série retrata Christian Dior em Paris após a Segunda Guerra Mundial, quando ele criou sua linha de moda que foi chamada extraoficialmente de “New Look” e seu antagonismo profissional e ideológico com a renomada estilista Coco Chanel.

## Elenco e personagens

### Principal
- Ben Mendelsohn como Christian Dior
- Juliette Binoche como Coco Chanel
- Maisie Williams como Catherine Dior
- John Malkovich como Lucien Lelong
- Claes Bang como Hans von Dincklage
- Zabou Breitman como Madame Zehnacker
- Thure Lindhardt como Heinrich Himmler
- Emily Mortimer como Elsa Lombardi (baseada em Vera Bate Lombardi) [4]
- Charles Berling como Pierre Wertheimer
- Glenn Close como Carmel Snow

### Recorrente
- Nuno Lopes como Cristóbal Balenciaga [5]
- Thomas Poitevin como Pierre Balmain
- Jannis Niewöhner como Walter Schellenberg
- David Kammenos como Jacques
- Hugo Becker como Hervé des Charbonneries
- Darina Al Joundi como Madame Delahaye
- Joseph Olivennes como André Palasse
- Christopher Buchholz como Barão Vaufreland
- Michael Carter como Maurice Dior
- Eliot Margueron como Pierre Cardin
- Patrick Albenque como Marcel Boussac
- Frédéric Anscombre como René de Chambrun
- Quentin Faure como George Vigouroux
- Gaetan Wenders como Jacob Friedman

### Convidados
- Axel Auriant como Guillaume
- Alexandre Willaume como Raoul Nordling
- Sagamore Stévenin como Pierre Reverdy
- Rupert Young como Malcolm Muggeridge
- Joséphine de La Baume como Arletty
- Olivia Ruiz como Édith Piaf
- Jérôme Robart como Paul Wertheimer
- Jonjo O'Neill como Bernard Dior
- Mathilde Warnier como Marie-Thérèse
- Alex Jennings como Raymond Dior

## Produção
Foi anunciado em fevereiro de 2022 que a Apple TV+ deu luz verde ao projeto, que tem potencial para se tornar uma série antológica. Todd A. Kessler foi escalado para escrever, dirigir e ser produtor executivo, com Ben Mendelsohn e Juliette Binoche estrelando. Em maio, Maisie Williams se juntou ao elenco, com John Malkovich, Emily Mortimer e Claes Bang adicionados em junho.
As filmagens da primeira temporada começaram em maio de 2022 em Paris.
A segunda temporada estava programada para começar a ser filmada em novembro de 2023, antes da greve SAG-AFTRA de 2023.

## Música
Em novembro de 2023, foi anunciado que Jack Antonoff produziria a trilha sonora de The New Look, que consiste em covers de músicas populares do início e meados do século XX. Programado para ser lançado em 3 de abril de 2024, o álbum da trilha sonora da primeira temporada é composto por 10 covers e será o primeiro lançamento da gravadora Shadow of the City de Antonoff, pela Dirty Hit. O cover de "The White Cliffs of Dover" de Florence and the Machine foi lançado como primeiro single em 31 de janeiro de 2024. O segundo single, um cover de "Now Is the Hour" de 1975, foi lançado em 7 de fevereiro de 2024. 

## Lançamento
A série foi lançada com os três primeiros episódios em 14 de fevereiro de 2024, seguido por um episódio todas as quartas-feiras até 3 de abril.

## Recepção
No site agregador de resenhas Rotten Tomatoes, a série detém um índice de aprovação de 59% com base em 49 resenhas. O consenso dos críticos do site diz: "The New Look se beneficia de valores de produção impressionantes e de um elenco talentoso, mesmo que muitas vezes sejam decepcionados por uma história um tanto dispersa."  No Metacritic, a série possui uma pontuação média ponderada de 63 em 100, com base em 23 críticos, indicando críticas "geralmente favoráveis".  Anita Singh, do Telegraph, concedeu à série três estrelas de cinco, elogiando o visual “sumptuoso” do programa, mas criticando a decisão de filmar em inglês.